# Mikkel Vadsholt
Mikkel Vadsholt (født 22. januar 1970) er en dansk skuespiller født og opvokset i Aalborg. Han er uddannet fra Skuespillerskolen ved Aarhus Teater i 1997. 
Mikkel Vadsholt, vandt i 2017 prisen som bedste mandlige skuespiller for sin rolle i Bakerman som Jens på Nordic International Film Festival. 

## Filmografi
- Valgaften (1998)
- Lykkevej (2003)
- De grønne slagtere (2003)
- Manden bag døren (2003)
- Lad de små børn... (2004)
- Sprængfarlig bombe (2006)
- Klumpfisken (2014)
- Undercover (2016)
- Bakerman (2017)

### Tv-serier
- Rejseholdet (2000-2003)
- Edderkoppen (2000)
- Julie (2005)
- Absalons hemmelighed (2006)